# Christódoulos Ácholos
Christódoulos Ácholos (grec moderne : Χριστόδουλος Άχολος) né à Pyrgos en Élide était un militaire et homme politique grec qui participa à la guerre d'indépendance grecque.
Proche de Theódoros Kolokotrónis, il fut membre de la Filikí Etería.
Il fut membre de la Gérousie du Péloponnèse et fut envoyé à l'assemblée nationale d'Épidaure en 1821-1822. Il fut élu l'année suivante à l'assemblée nationale d'Astros.
Il fut tué près de sa ville natale pendant les guerres civiles qui déchirèrent les Grecs insurgés en 1823-1825.

## Sources
- (el) Parlement grec, Μητρώο Πληρεξουσίων, Γερουσαστών και Βουλευτών. 1822-1935, Athènes, Parlement grec,‎ 1986, 159 p. (lire en ligne) [PDF]